# Коя беше тази дама
„Коя беше тази дама“ (на английски: Who Was That Lady?) е американска комедия от 1960 година с участието на Тони Къртис, Дийн Мартин и Джанет Лий, адаптация на пиесата „Коя беше тази дама, с която те видях?“.

## Сюжет
Професорът по химия в университета Дейвид Уилсън (Тони Къртис) е хванат от съпругата си Ан Уилсън (Джанет Лий) да целува друга жена в лабораторията. Ан незабавно иска развод.
Дейвид се обръща към най-добрия си приятел и другар от армията, Майкъл Хейни (Дийн Мартин), телевизионен сценарист, да му помогне да се измъкне от тази каша. Хейни измисля план, при който Дейвид трябва да излъже съпругата си, че всъщност не е преподавател по химия, а агент под прикритие от ФБР. Заради контактите, които си е създал чрез телевизията, Хейни успява да достави на Дейвид автентично изглеждащ документ за самоличност и фалшив пистолет.
Ан се връзва и остава толкова впечатлена от това, което прави съпругът ѝ, че не може да си замълчи. Майкъл е учуден от наивността на Ан и патриотичното настроение на Дейвид, който си измисля нови и нови секретни мисии. Майкъл организира среща с две блондинки, с обещанието, че ще прекарат уикенда заедно. Ситуацията се усложнява след появата на реални агенти от ФБР, ЦРУ и враждебно настроени чуждестранни такива.

## В ролите
- Тони Къртис като Дейвид Уилсън
- Дийн Мартин като Майкъл Хейни
- Джанет Лий като Ан Уилсън
- Джеймс Уитмор като Хари Пауъл
- Джон Макинтайър като Боб Дойл
- Барбара Никълс като Глория Кугъл
- Лари Кийтинг като Паркър
- Лари Сторч като Оренов
- Саймън Окланд като Белка
- Джои Лансинг като Флоранс Кугъл
- Майк Лейн като Глинка

## Номинации
- Номинация за Златен глобус за най-добра комедия от 1960 година.
- Номинация за Златен глобус за най-добра мъжка роля в мюзикъл или комедия на Дийн Мартин от 1960 година.
- Номинация за Златен Лоуръл от наградите Лоуръл за най-добра женска роля в комедия на Джанет Лий 1960 година.
- Номинация за Златен Лоуръл от наградите Лоуръл за най-добра мъжка роля в комедия на Тони Къртис от 1960 година.[1]